# 松本太

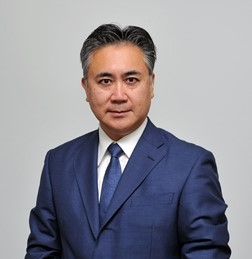
外務省より公表された公式肖像画像

松本 太（まつもと ふとし、1965年6月2日 - ）は、日本の外交官。駐シリア臨時代理大使、在ニューヨーク日本国総領事館領事、駐イラク大使等を務めた。
岐阜県岐阜市出身。

## 経歴・人物
岐阜県立加納高等学校卒業後にアメリカに留学し、その後東京大学に入学。1987年外務公務員採用Ⅰ種試験合格。1988年東京大学教養学部アジア科卒業、外務省入省。エジプトアメリカン大学、パリ政治学院にて在外研修。
外務省中近東アフリカ局中近東第一課課長補佐、内閣官房安全保障・危機管理室参事官補佐、経済協力開発機構日本政府代表部一等書記官、外務省総合外交政策局不拡散・KEDO担当企画官、国際協力銀行参事役、在エジプト日本国大使館参事官、内閣官房内閣情報調査室国際部主幹、外務省国際情報統括官組織国際情報官、世界平和研究所主任研究員等を経て、2015年からヨルダンやレバノンの在シリア大使館臨時事務所で駐シリア臨時代理大使を務め、シリア内戦の分析などを行った。2019年在ニューヨーク日本国総領事館領事。2022年9月から2024年まで、駐イラク特命全権大使。2024年から日本国際問題研究所プラットフォーム本部長、一橋大学国際・公共政策大学院教授。

## 同期
- 青木豊（23年アルメニア大使）
- 赤松武（22年国際民間航空機関代表部大使）
- 岩﨑一郎（09年一橋大学経済研究所教授）
- 一方井克哉（22年ニジェール兼轄、 21年コートジボワール大使（トーゴ兼轄））
- 内川昭彦（23年モントリオール総領事）
- 宇山秀樹（22年デンマーク大使・20年欧州局長）
- 岡田健一（21年香港総領事）
- 小野啓一（24年インド兼ブータン大使、22年外務審議官（経済担当）・22年外務省経済局長・20年地球規模課題審議官）
- 小野日子（24年ハンガリー大使・22年外務報道官・21年外務省経済局長・内閣広報官）
- 海部篤（23年ウィーン代表部大使・21年軍縮不拡散・科学部長・20年儀典長）
- 小泉勉（24年ラオス大使、22年中華人民共和国大使館特命全権公使、20年外務省研修所長）
- 小林賢一（24年・特命全権大使（国際貿易・経済担当）・21年ラオス大使）
- 佐々山拓也（24年ウガンダ大使・20年トロント総領事）
- 鈴木光太郎（22年ボストン総領事・20年イラク大使）
- 髙杉優弘（21年コロンビア大使）
- 達増拓也（07年岩手県知事）
- 堤尚広（24年特命全権大使（人権担当兼国際平和貢献担当）・20年南スーダン大使）
- 林禎二（21年ブラジル大使・20年中南米局長）
- 平野隆一（24年人事院事務総局審議官・21年在ロシア大使館 特命全権公使・20年内閣官房国際テロ情報集約室次長・16年ユジノサハリンスク総領事）
- 船越健裕（25年外務事務次官・23年外務審議官（政務担当）・20年アジア大洋州局長）
- 柳淳（23年シカゴ総領事・21年内閣審議官兼内閣情報調査室次長兼国際テロ情報集約室次長、18年在オーストリア大使館 公使）

## 著書
- 『ミサイル不拡散』文春新書 2007年
- 『世界史の逆襲 ウェストファリア・華夷秩序・ダーイシュ』講談社 2016年